# Inlandsreport
Der Inlandsreport war eine Informationssendung des ORF. Die erste Ausgabe wurde am 27. März 1984 gesendet, moderiert von Burgl Czeitschner. Der Inlandsreport wurde im Hauptabendprogramm wöchentlich einmal ausgestrahlt. Die Sendereihe beschäftigte sich hauptsächlich mit Innenpolitik und hatte als außenpolitisches Pendant den Auslandsreport.
Er galt als das wesentliche politische Magazin im österreichischen Fernsehen. Zahlreiche Skandale wurden erstmals im investigativen Format des Inlandsreport veröffentlicht. Die Sendung war stark von Peter Rabl geprägt. Nach der Einstellung des Auslandsreports wurde die Sendung in „Der Report“ und schließlich in „Report“ umbenannt.
Der Inlandsreport diente auch zahlreichen Politikern als Bühne für Sager, die auch heute noch bekannt sind. Bekannt sind dabei vor allem Aussagen von Jörg Haider oder anderen. Die Österreichische Mediathek liefert auf das Suchwort Inlandsreport 477 Treffer.
Der Inlandsreport wurde zusammen – zusammen mit dem Auslandsreport – durch das erstmals am 7. März 1995 ausgestrahlte neue Magazin Der Report ersetzt.

## Redakteure
- Burgl Czeitschner
- Peter Rabl
- Wilfried Seifert
- Johannes Fischer
- Helmut Brandstätter
- Rudolf Nagiller
- Peter Hlavac